# ムラトベク・イマナリエフ
ムラトベク・イマナリエフ（ロシア語:  Муратбек Сансизбаевич Иманалиев、ラテン文字転写の例：Muratbek Sansyzbayevich Imanaliyev、1956年2月25日 - ）は、キルギス共和国の外交官。キルギス外務大臣を経て、2010年から上海協力機構事務局長。

## 経歴
フルンゼ市出身。1978年、モスクワ国立大学附属アジア・アフリカ諸国大学、1982年、ソ連科学アカデミーレニングラード東洋学研究所大学院を卒業。
- 1982年～1991年 - ソ連外務省の二等、一等書記官、領事課主任、キルギス共和国外務次官代行
- 1991年～1992年 - キルギス共和国外務相
- 1993年～1996年 - 駐中大使
- 1996年～1997年 - 大統領府国際課主任
- 1997年7月～2002年6月 - 外相

2003年3月、公正・進歩党の政治会議議長。2004年11月、「ジャヌィ・バグィト」（新方針）運動の共同議長。2005年、公政策研究所で講師を務める。2009年1月、大統領顧問。
2010年1月1日、上海協力機構事務局長。

## パーソナル
妻帯、1男1女を有する。
東洋史を専門とし、中国語の通訳の資格を有する。歴史科学準博士。中国語と英語を話す。アメリカ中央アジア大学（ビシュケク市）教授。
三等「マナス」勲章、キルギス共和国名誉賞状を受章。